# Cyclomia plagaria
Cyclomia plagaria là một loài bướm đêm trong họ Geometridae.